# Lago Kerkini
El lago Kerkini (en griego: Λίμνη Κερκίνη, romanizado: Limni Kerkini; en búlgaro: Бутковско езеро, romanizado: Butkovsko Ezero), conocido anteriormente como lago Achinos, es un lago artificial formado en 1932 sobre un inmenso humedal tras la creación de una presa en el río Estrimón en la Unidad periférica de Serres. En 1971, se prohibió la caza en el noroeste del lago, y en 1982 esta norma se extendió a todo el lago.
Un área de 109.96 km² fue declarada el 21 de agosto de 1975 sitio Ramsar (n.º 58).

## El lago

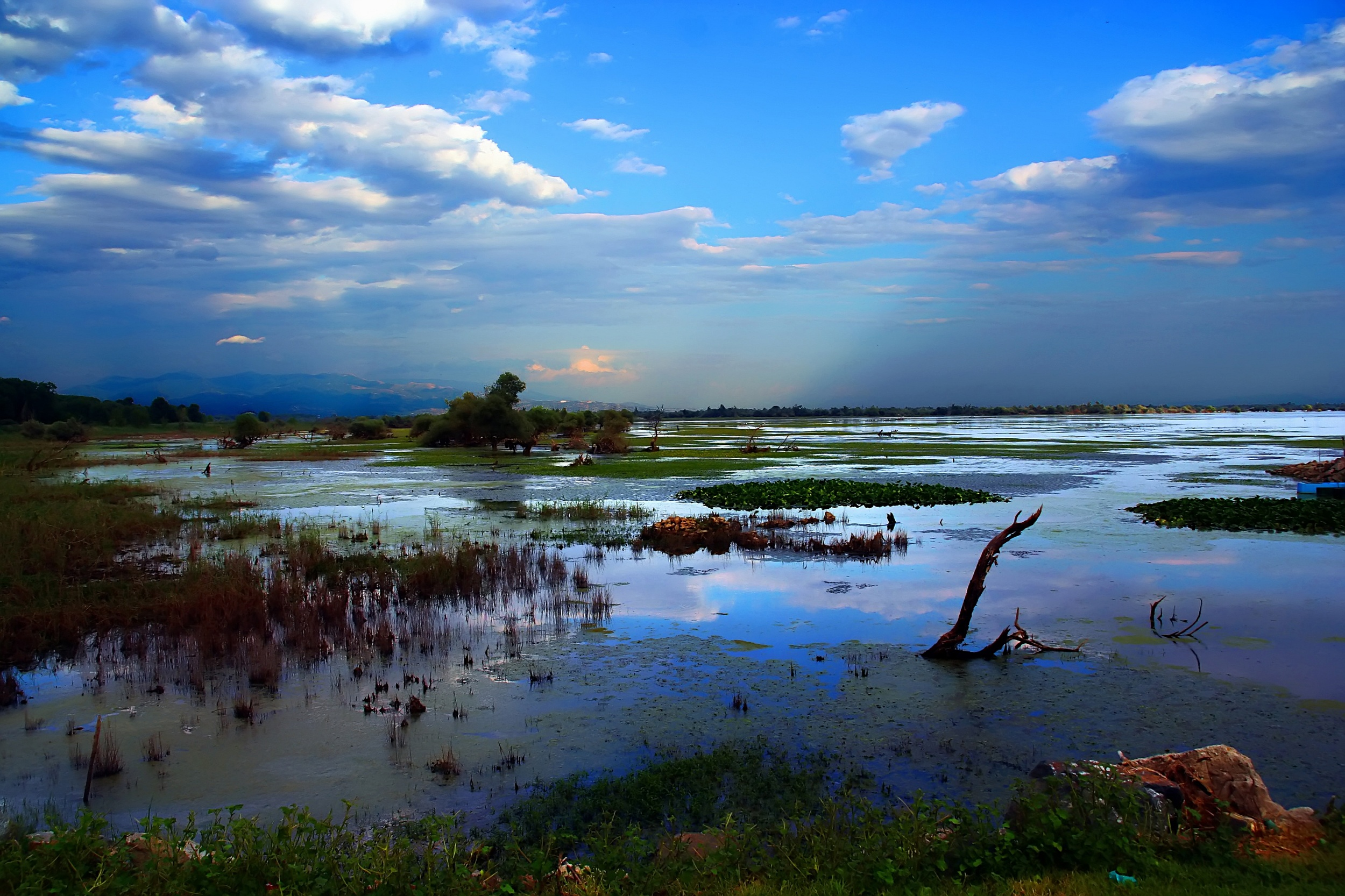
El lago Kerkini

El lago Kerkini se originó en el año 1932, cuando se terminó de construir la presa en los alrededores de Lithotopos para manter en su cauce las aguas del río Estrimón y, más adelante, como reserva de agua para la irrigación de la llanura de Lithotopos. En el año 1982, se construyó una presa nueva debido a la reducción de la capacidad del lago por los sedimentos el río Estrimón. La superficie del lago oscila entre las 54,25 km² y las 72,11 km², dependiendo la época del año. El turismo es una gran fuente de ingresos en la zona gracias a la belleza natural de sus bosques en la ribera, sus lirios de agua y la gran variedad de peces que viven una gran variedad de peces. El lago se abastece principalmente del río Estrimón, además de los ríos Kerkinitis y Krousia.

## Ecología
El lago Kerkini está protegido por la Convención de Ramsar y es parte de la red europea "Natura 2000". En la zona habitan numerosas especies animales como el chacal dorado, el lobo, el gato montés, la nutria, la comadreja, el corzo, la liebre, el jabalí, etc. Hay 10 especies de anfibios y 20 de reptiles. La diversidad de peces es muy rica, ya que hay 30 especies distintas de peces, incluyendo anguilas. En las zonas colindantes al lago se han registrado alrededor de 300 especies de aves, incluyendo al pelícano y al cormorán pigmeo, ambos en peligro de extinción. Además, hay muchas aves de rapiña raras, tal como son el águila real, el águila imperial, el halcón peregrino. La zona es un área de investigación en el campo de los humedales y su manejo. Normalmente, la construcción de una presa implica un impacto medioambiental negativo, pero éste es uno de los pocos casos en el cual su efecto es totalmente inverso.

## Desarrollo turístico

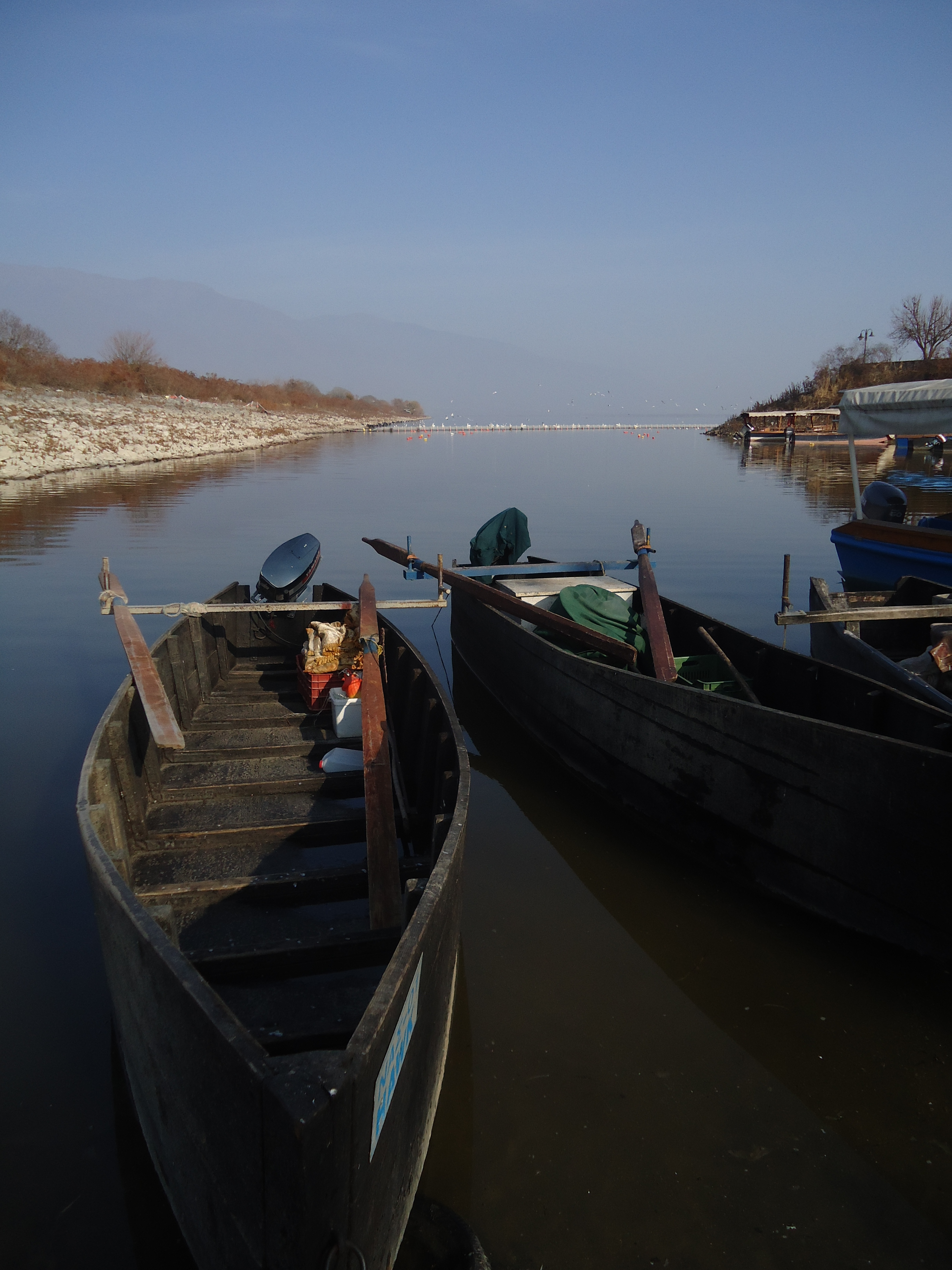
Barcos de pesca en el lago.

En los últimos años, el lago Kerkini ha tenido un gran desarrollo gracias a la explotación controlada del lago y al aumento de los ingresos de los residentes locales. Las principales amenazas para el lago son, aparte de los sedimentos del río Estrimón, la contaminación del mismo, la tala, pesca y caza ilegal y las visitas de las colonias de aves que tienen efectos adversos sobre la reproducción y la crianza del pescado. El lago alberga la mayor población de búfalos de Grecia, estimada en más de 1500. Es el mismo búfalo con cuya leche se hace la mozzarella italiana: los griegos vendieron miles de cabezas a los italianos con la entrada de Grecia en la Unión Europea. Los pocos ganaderos que no tuvieron tiempo de hacerlo son los que ahora se benefician de la cría de un animal cuya carne se considera la más saludable de las carnes rojas, y que aporta un gran valor añadido a los productos que se elaboran con ella o con su leche. El lago y sus alrededores son ideales para la educación medioambiental.

## Fauna y flora
| Especie                      | Número             | Observaciones                  |
| ---------------------------- | ------------------ | ------------------------------ |
| Tachybaptus ruficollis       | Más de 240 parejas |                                |
| Podiceps cristatus           | Más de 120 parejas |                                |
| Phalacrocorax carbo sinensis | 140 parejas        |                                |
| Phalacrocorax pygmeus        | 50 parejas         |                                |
| Ixobrychus minutus           | 30 parejas         |                                |
| Nycticorax nycticorax        | 100 parejas        |                                |
| Ardeola ralloides            | 85 parejas         |                                |
| Egretta garzetta             | 170 parejas        |                                |
| Ardea cinerea                | 156 parejas        |                                |
| Ardea purpurea               | 35 parejas         |                                |
| Ciconia ciconia              | 200 parejas        |                                |
| Ibis Plegadis falcinellus    | 40 parejas         |                                |
| Platalea leucorodia          | 30 parejas         |                                |
| Anser anser                  | Más de 20 parejas  |                                |
| Aythya nyroca                | 20 parejas         |                                |
| Himantopus himantopus        | 60 parejas         |                                |
| Sterna hirundo               | 20 parejas         |                                |
| Chlidonias hybridus          | 50 parejas         |                                |
| Chlidonias niger             | 50 parejas         |                                |
| Milvus migrans               | ¿?                 | Anida en los bosques cercanos. |
| Accipiter brevipes           | ¿?                 | Anida en los bosques cercanos. |
| Aquila pomarina              | ¿?                 | Anida en los bosques cercanos. |
| Hieraaetus pennatus          | ¿?                 | Anida en los bosques cercanos. |
| Podiceps cristatus           | ¿?                 | Solo durante migraciones.      |
| Pelecanus onocrotalus        | 100                | Solo durante migraciones.      |
| Ardeola ralloides            | 150                | Solo durante migraciones.      |
| Egretta garzetta             | 3.500              | Solo durante migraciones.      |
| Ciconia nigra                | Menos de 30        | Solo durante migraciones.      |
| Recurvirostra avosetta       | 2.900              | Solo durante migraciones.      |
| Philomachus pugnax           | Más de 5.000       | Solo durante migraciones.      |
| Limosa limosa                | 8.000              | Solo durante migraciones.      |
| Phalacrocorax carbo sinensis | 2.400              | Solo durante el invierno.      |
| Phalacrocorax pygmeus        | 3.000              | Solo durante el invierno.      |
| Pelecanus crispus            | 600                | Solo durante el invierno.      |
| Egretta alba                 | 1.100              | Solo durante el invierno.      |
| Anser albifrons              | Más de 30          | Solo durante el invierno.      |
| Anser anser                  | Más de 200         | Solo durante el invierno.      |
| Anas crecca                  | No más de 40.000   | Solo durante el invierno.      |
| Anas platythynchos           | No más de 31.000   | Solo durante el invierno.      |
| Anser erythropus             | ¿?                 | Solo durante el invierno.      |
| Grus grus                    | ¿?                 | Solo durante el invierno.      |